# Eva Moshack
Eva Moshack (* 16. September 1925 in Barcelona, Katalonien; † 6. Juni 2003 in München) war eine spanische Bildhauerin deutscher Herkunft.

## Leben
Eva Moshack wurde als Kind schlesischer Eltern im Jahr 1925 in Barcelona geboren und wuchs in Katalonien auf. Während des Spanischen Bürgerkrieges verbrachte die Familie die Jahre 1936 bis 1939  bei den deutschen Großeltern. 1939 kehrten sie nach Barcelona zurück.
Gefördert durch ihren Vater, besuchte Eva Moshack nach dem Abitur in Barcelona konservative Kunstschulen und erhielt nach dem Spanischen Bürgerkrieg zu Zeiten der Franco-Diktatur eine künstlerische Grundausbildung. Bereits Anfang der 1950er Jahre entstanden die Bronzebüsten von Pablo Casals und Juan Massià sowie Stein und Terracottaplastiken, die sich in katalanischem Privatbesitz befinden. Im Jahr 1955 begann sie das Studium an der Akademie der Bildenden Künste München bei den Professoren Heinrich Kirchner und Franz Eska. Sie schloss mit der Gesellenprüfung für Keramik und einem Diplom für Bildhauerei ab.
Eva Moshack reiste zu Studienaufenthalten 1958 nach Florenz, 1968 nach Mexiko und 1971 nach Afrika.
Sie lernte 1971 in München den niederländischen surrealistischen Künstler Erich Bach kennen, der nach dem Tod seiner zweiten Frau nach München gezogen war. Noch im gleichen Jahr heirateten sie und lebten abwechselnd in München und Valldoreix (Katalonien). Da sie sich erst relativ spät im Leben begegnet waren, hatten sie keine Kinder.
Eva Moshack und Eric Bach inspirierten sich gegenseitig in ihrer künstlerischen Arbeit. Die Natur war für beide unerschöpfliche Quelle der Inspiration, genauso wie christliche, philosophische und politische Themen. Wachsen und Vergehen, Entfaltung und Zerstörung, Leben und Tod, Mensch und Gesellschaft, Religion und Spiritualität wurden zum Motiv.
In den Jahren 1988 bis 1991 übernahm Eva Moshack die Pflege ihres erkrankten Mannes Eric und pausierte ihren eigenen Schaffensprozess. Nach dem Tod ihres Mannes im Jahr 1991 kümmerte sie sich um die Archivierung seines enormen künstlerischen Nachlasses.
Ab dem Jahr 1993 begann sie erneut mit ihrer künstlerischen Arbeit und experimentierte mit dem Werkstoff Glas, der eine neue Richtung und Leichtigkeit in ihre Werke aus Ton und Bronze brachte.
Nachdem sie selbst keine Nachkommen hatte, gründete sie im Januar 2003 die Moshack-Bach-Stiftung, um junge Künstler in ihrer Entwicklung zu fördern, den künstlerischen Austausch zwischen Katalonien und Deutschland zu beleben und das Werk des Ehepaars zu bewahren. Noch im Juni des gleichen Jahres starb Eva Moshack in München.

## Werke in Kirchen und im öffentlichen Raum
| Jahr      | Werk                              | Material                   | Kirche                                                            | Ort                         | Bemerkungen          |
| --------- | --------------------------------- | -------------------------- | ----------------------------------------------------------------- | --------------------------- | -------------------- |
| 1962      | Altarkreuz                        | Bronze                     | Martin-Luther-Kirche der deutschsprachigen Evangelischen Gemeinde | Barcelona                   |                      |
|           | Altarleuchter                     | Bronze                     |                                                                   |                             |                      |
| 1962      | Credo-Kreuz                       | Bronze gegossen            | St. Leonhard                                                      | Nürnberg                    | In der Sakristei     |
| 1962–1963 | Kreuz der Seligpreisungen         | Messingblech auf Holzkreuz | Offenbarungskirche                                                | München-Berg am Laim        |                      |
|           | Altarkruzifix                     | Bronze                     |                                                                   |                             |                      |
|           | 6 Kerzenständer                   | Bronze                     |                                                                   |                             | Auf dem Altar        |
| 1964      | Großes Altarkreuz                 |                            | Michaelskirche                                                    | Ottobrunn                   |                      |
| 1966      | Altarkreuz                        |                            | Christuskirche                                                    | Thannhausen (Günzburg)      |                      |
|           | Leuchter                          |                            |                                                                   |                             |                      |
|           | Kanzelpult                        |                            |                                                                   |                             |                      |
|           | Taufschale                        |                            |                                                                   |                             |                      |
| 1967–1968 | Weihwasserbecken                  |                            | St. Peter und Paul auf dem Petersberg                             | Erdweg bei Dachau           |                      |
| 1968      | Taufschale                        |                            | Andreaskirche                                                     | Neu-Ulm - Ludwigsfeld       |                      |
|           | Kreuz                             |                            |                                                                   |                             |                      |
|           | Kerzenleuchter                    |                            |                                                                   |                             |                      |
|           | Lesepult                          |                            |                                                                   |                             |                      |
|           | Türgriffe                         |                            |                                                                   |                             |                      |
| 1968      | Relief der Schutzmantelmadonna    | Bronze                     | Maristen-Realschule heute Marienrealschule                        | Cham                        | Öffentliches Gebäude |
| 1968      | Taufbecken                        |                            | Evangelische Gemeinde deutscher Sprache in Mexiko                 | Mexiko-Stadt Mexiko         |                      |
| 1976      | Bronzetür                         | Bronze                     | Kirche Maria Immaculata                                           | Oberwaldbach (bei Günzburg) |                      |
| 19??      | Altarkreuz                        | Bronze                     | St. Jakobskirche                                                  | Neu-Ulm - Burlafingen       |                      |
|           | Ablage Bibel                      |                            |                                                                   |                             |                      |
|           | Kerzenständer Altar               |                            |                                                                   |                             |                      |
| 1981      | Türgriffe                         | Bronze                     | St. Peter und Paul                                                | Oberstaufen (Allgäu)        |                      |
| 1985      | Altarkreuz                        | Bronze                     | Auferstehungskirche                                               | Senden                      |                      |
|           | Werke in Schloss und Park Tutzing |                            | Evangelische Akademie Tutzing                                     | Tutzing                     |                      |

## Ausstellungen
- 1960: Teilnahme an der Ausstellung „Kirchenbau der Gegenwart“, München.
- Ab 1961: regelmäßige Teilnahme an der „Großen Kunstausstellung“ Haus der Kunst, München, bei der Neuen Gruppe, später bei der MKG.
- 1962: Teilnahme an „Kunst am Bau“, Stadtmuseum, München.
- 1964: Einzelausstellung im „Spanisches Kulturinstitut“ in der Residenz, München.
- 1966: Teilnahme an der „Biennale Christliche Kunst der Gegenwart“, Salzburg mit der Bronzestele Venia Cito.
- 1977: Teilnahme an der Ausstellung „Kritik und Kunst“, Kunstverein im Hofgarten, München.
- 1979: Beteiligung an der „Jahresausstellung“ Kunstverein, Rosenheim.
- 1981: Große Einzelausstellung im „Spanisches Kulturinstitut“ in der Residenz, München, Werke aus dem freien Schaffen der letzten 10 Jahre.
- 1998: Neuste Arbeiten bei der Ausstellung „Stein und Glas“ im Gut Biberkor, Berg.
- 1999: Ausstellung zusammen mit dem Werk ihres verstorbenen Mannes Casa de Cultura in Sant Cugat del Vallès, Katalonien.
- 2000: Einzelausstellung in der Produzentengalerie[14], München.
- 2004: Evocación – Erinnerung / Werke von Eva Moshack und Eric Bach, Atelier und Garten der Moshack-Bach-Stiftung, München
- 2013: Eva / Sakrale Kunst, Plastiken und Skulpturen von Eva Moshack, Ausstellung im Rahmen der Stadtteilwoche Neuhausen-Nymphenburg 2013, anlässlich des 10-jährigen Bestehens der Stiftung und des 10. Todestages von Eva Moshack. Pfarrsaal der Christkönig-Gemeinde, München.